# Aklan
Aklan là một tỉnh của Philippines thuộc Vùng Tây Visayas. Thủ phủ là Kalibo. Tỉnh giáp với Panay về hướng đông nam, Antique về hướng tây nam và Capiz về hướng đông. Aklan đối mặt với tỉnh Romblon về phía bắc qua biến Sibuyan.

## Địa lý
Aklan chiếm 1/3 phần phía bắc của hòn đảo Panay. Tỉnh cũng bao gồm đảo Boracay ở đỉnh phía tây bắc. Tỉnh có sự đa dạng về địa lý, từ các bãi cát trắng trên bờ biển, cây đước đến các phong cảnh rừng núi. Aklan có sông Akean với đặc điểm chỉ "sôi hoặc sủi bọt"

## Lịch sử
Aklan được cho là tỉnh cổ nhất của đất nước và được tin là được thành lập vào thế kỷ 12 bởi những người định cư từ đảo Kalimantan được dẫn đầu bởi tù trưởng Datu Dinagandan thông qua trao đổi buôn bán với các hòn đảo láng giềng của tỉnh
Người Tây Ban Nha đã thám hiểm khu vực vào năm 1565 và tuyên bố chủ quyền của Tây Ban Nha. Năm 1942, Nhật Bản xâm chiếm Aklan trong Thế chiến II và chiếm đóng cho đến khi bị đánh bại năm 1945 bởi liên quân Philippines và Hoa Kỳ
Aklan trở thành một tỉnh riêng biệt ngày 25/04/1956 khi được tách ra từ tỉnh Capiz

## Kinh tế

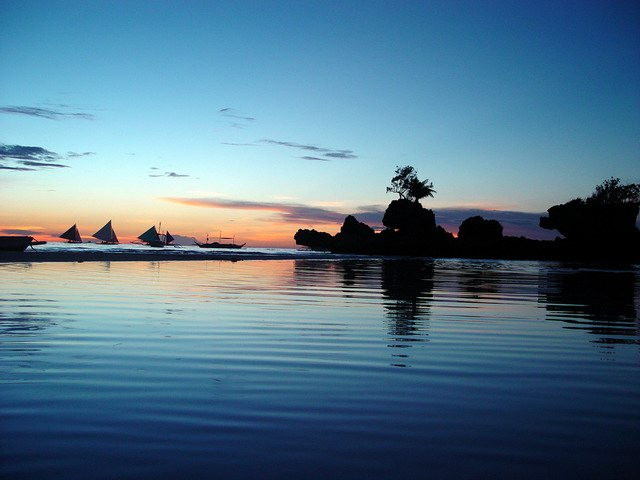
Boracay

Tỉnh Aklan được chỉ rõ là tỉnh hạng nhất. Aklan nổi tiếng với Boracay, một hòn đảo nghỉ dưỡng cách 1 km ở phía bắc đỉnh Panay. Nó được biết đến bởi các bãi biển cát trắng và được cho là một trong những điểm đến nổi bật ở Philippines.
Nông nghiệp là nguồn sống chủ yếu ở vùng nội địa trong khi ngư nghiệp là công việc chủ yếu của những người dân ven biển. Những người nghèo cũng thường di cư tới các tỉnh khác, đặc biệt là đến Negros để làm việc trong các đồn điền. Một vài nơi sử dụng cả lao động trẻ em.
Mặc dù có ngành du lịch phát triển mạnh và ngành nông nghiệp khá lớn, tỉnh vẫn còn là một trong những tỉnh nghèo nhất nước với 30% dân cư sống dưới ngưỡng nghèo quốc gia.

## Hành chính
Tỉnh gồm có 17 khu đô thị tự trị:
| - Altavas - Balete - Banga - Batan - Buruanga - Ibajay - Kalibo - Lezo - Libacao | - Madalag - Makato - Malay - Malinao - Nabas - New Washington - Numancia - Tangalan |

## Nhân khẩu

### Dân cư
Dân cư chủ yếu trong tỉnh là người Aklanon, thuộc nhóm dân tộc Visayan. Những cư dân khác gồm có người Negrito và một số bộ tộc sống trong vùng sâu. Những người Visayan khác cũng sinh sống ở đây như người Karay-a, Hiligaynon và Capiznon.

### Ngôn gnữ
Hầu hết người dân đều nói tiếng Akeanon (hay chính thức được gọi là Aklanon) và một số nói tiếng Mã Lai. Các ngôn ngữ khác là 
- Tiếng Ati
- Tiếng Hiligaynon
- Tiếng Kinaray-a
- Tiếng Capiznon

### Tôn giáo
Công giáo La Mã là tôn giáo chủ yếu trong tỉnh, tôn giáo này có ảnh hưởng lớn đến. Tuy nhiên, người Ati vẫn theo thuyết vật linh.